# Deșertul roșu (film)
Deșertul roșu (în italiană Il deserto rosso) este un film italian din 1964, regizat de Michelangelo Antonioni și cu Monica Vitti și Richard Harris în rolurile principale. Realizat după un scenariu scris de Antonioni și Tonino Guerra, el a fost primul film color al lui Antonioni. Filmul urmărește o femeie cu probleme (Vitti) care trăiește într-o regiune industrială din nordul Italiei, după un accident auto recent.Deșertul roșu a fost distins cu Leul de Aur la ediția a XXV-a a Festivalului de Film de la Veneția din 1964 și a avut parte de aprecieri din partea criticilor. El a fost ultimul dintr-o serie de patru filme pe care Antonioni le-a realizat cu Monica Vitti între 1959 și 1964, fiind precedat de Aventura (1960), Noaptea (1961) și Eclipsa (1962).

## Rezumat
Giuliana se plimbă împreună cu micul ei fiu, Valerio, către uzina petrochimică administrată de soțul ei, Ugo, la Ravenna (Italia). Trecând pe lângă muncitorii aflați în grevă, femeia cumpără într-un gest nervos și impulsiv un sandviș pe jumătate mâncat de la unul dintre muncitori. Mediul pe care îl traversează este format din structuri industriale ciudate și mormane de moloz care scot sunete ciudate și creează imagini inumane. În interiorul fabricii, Ugo vorbește cu un asociat de afaceri aflat în vizită, Corrado Zeller, care vrea să recruteze muncitori pentru o operațiune industrială în Patagonia (Argentina). Ugo și Corrado vorbesc liniștiți în fabrica zgomotoasă atunci când sosește Giuliana. Corrado face cunoștință cu Giuliana care pleacă să-și aștepte soțul în biroul lui. Ulterior, Ugo îi spune lui Corrado că soția lui a avut recent un accident auto și, deși nu a fost rănită fizic, continuă să aibă o suferință mentală. În acea noapte, în apartamentul lor, Giuliana devine extrem de speriată și agitată ca urmare a unui vis în care se scufunda în nisipurile mișcătoare. Ugo nu reușește să o calmeze sau să înțeleagă cu ceea ce se confruntă femeia.
Corrado o întâlnește pe Giuliana într-un magazin gol pe care femeia intenționează să-l deschidă și îi vorbește despre viața lui și despre natura neliniștită a existenței lui. Ea îl însoțește la Ferrara în cursul unei campanii de recrutare a muncitorilor și îi dezvăluie în mod indirect unele detalii despre starea ei psihică. Giuliana îi spune că a întâlnit, atunci când a fost în spital, o tânără pacientă care a fost sfătuită de medicii ei să găsească ceva sau pe cineva pe care să-l iubească. Ea povestește că acea tânără femeie se simțea ca și cum „nu avea pământ sub picioare, ca și cum ar aluneca pe o pantă, s-ar scufunda și s-ar afla mereu pe punctul de a se îneca”. Ei călătoresc apoi la un releu radio din Medicina, unde Corrado speră să recruteze un muncitor de înaltă calificare. Înconjurată de arhitectura industrială rece, Giuliana pare pierdută în izolarea și singurătatea ei.
În weekendul următor, Giuliana, Ugo și Corrado se plimbă pe lângă un estuar poluat, unde întâlnesc un alt cuplu, Max și Linda, și merg împreună la o cabană de pe malul râului la Porto Corsini, unde o întâlnesc pe Emilia. Ei își petrec timpul în acea cabană în discuții triviale ce conțin glume, jocuri de rol și aluzii sexuale. Giuliana pare să simtă un confort temporar în aceste distracții inofensive. Într-o ceață densă, o navă misterioasă acostează chiar în fața cabanei lor. În timpul conversațiilor lor, Corrado și Giuliana devin tot mai apropiați, iar el dovedește interes și simpatie pentru ea. Când un medic sosește ca să urce la bordul navei, Giuliana, văzând că nava este acum în carantină din cauza unei boli infecțioase, o ia la fugă într-o stare de panică și este cât pe ce să cadă de pe dig.
Ceva mai târziu, Ugo pleacă într-o călătorie de afaceri, iar Giuliana petrece mai mult timp cu Corrado, dezvăluindu-i mai multe despre anxietățile ei. Într-o zi, fiul ei devine brusc paralizat de la brâu în jos. Temându-se că s-a îmbolnăvit de poliomielită, Giuliana încearcă să-l liniștească, spunându-i o poveste despre o tânără care locuiește pe o insulă și înoată pe o plajă dintr-un golf izolat. Fata se simte bine acolo, dar, atunci când o navă misterioasă cu pânze se apropie de țărm, toate stâncile golfului par să prindă viață și să-i cânte într-un glas. La scurt timp după aceea, Giuliana descoperă șocată că Valerio doar se prefăcea că este paralizat. Neputând să înțeleagă de ce fiul ei a făcut un gest atât de crud, Giuliana simte că-i revine din nou sentimentul de izolare și singurătate pe care-l trăise anterio.
Vrând să pună capăt frământărilor ei interioare, Giuliana merge în camera lui Corrado. Femeia este tulburată, începe să se dezbrace și, după ce rezistă inițial avansurilor lui Corrado, face dragoste cu el. Acest act intim nu reușește, însă, să reducă sentimentul de izolare al Giulianei. Corrado o conduce apoi pe Giuliana la magazinul ei gol, unde femeia simte ceva „îngrozitor”. Mai târziu, Giuliana hoinărește și ajunge la o navă de pe chei unde întâlnește un marinar străin, pe care îl întreabă dacă vasul ia pasageri. Ea încearcă să-i comunice sentimentele ei, dar el nu-i poate înțelege cuvintele. Simțindu-și propria izolare, ea spune: „Suntem cu toții străini”.
În ajunul zilei, Giuliana se plimbă cu fiul ei pe lângă uzina soțului ei. Valerio observă un coș industrial din apropiere care emană fum galben otrăvitor și se întreabă dacă păsările sunt ucise de emisiile toxice. Giuliana îi spune că păsările au învățat să nu zboare lângă fumul galben otrăvitor.

## Distribuție
- Monica Vitti — Giuliana
- Richard Harris — Corrado Zeller
- Carlo Chionetti — Ugo
- Xenia Valderi⁠(d) — Linda
- Rita Renoir — Emilia

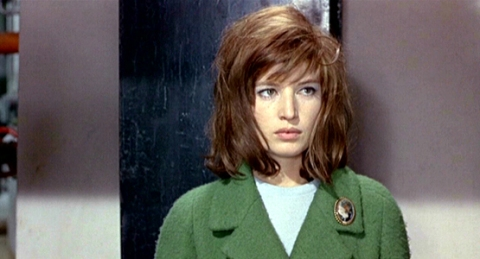
Monica Vitti în Deșertul roșu

- Lili Rheims — soția operatorului radiotelescopului
- Aldo Grotti — Max
- Valerio Bartoleschi — fiul Giulianei
- Emanuela Paola Carboni — fata din fabulă
- Giuliano Missirini — operatorul radiotelescopului

## Producție
Titlul de lucru al filmului a fost Celeste e verde (Cer albastru și verde). Filmările au avut loc în următoarele locuri:
- Incir De Paolis Studios, Roma, Lazio, Italia (studio)
- Ravenna, Emilia-Romagna, Italia
- Sardinia, Italia
- Budelli, în nordul Sardiniei, Italia[12][13]

Acțiunea filmului are loc în zona industrială a orașului Ravenna în anii 1960, cu noi fabrici înființate după cel de-al Doilea Război Mondial, echipamente industriale și o vale a râului mult poluată. Imaginea este alcătuită strident din culori pastelate cu un fum alb care se revarsă și o ceață densă. Ambianța sonoră îmbină o serie de sunete industriale și urbane cu sirenele unor nave fantomatice și sunete stranii de muzică electronică compuse de Gelmetti. Acesta a fost primul film color al lui Antonioni, pe care regizorul a vrut, potrivit propriilor afirmații, să-l filmeze ca un tablou pe pânză:
| “ | Vreau să pictez filmul așa cum se pictează pe o pânză; vreau să inventez relațiile de culoare și să nu mă limitez la a fotografia doar culori naturale. | ” |

Așa cum a făcut-o în producțiile cinematografice ulterioare, Antonioni a depus eforturi mari pentru a-și atinge obiectivul, dispunând ca iarba și copacii să fie vopsiți în alb sau gri, pentru a se potrivi punctului său de vedere asupra unui peisaj urban. Andrew Sarris a numit țevile și balustradele cu nuanțe roșii „arhitectura anxietății: roșul și albastrul arată mai mult decât explică”.

### Teme
Antonioni a respins interpretările simple ale filmului ca fiind o condamnare a industrialismului, spunând:
| “ | Este prea simplist să spun – așa cum au făcut-o mulți oameni – că condamn lumea industrială inumană care asuprește indivizii și îi duce la nevroză. Intenția mea... a fost să traduc poezia lumii, în care până și fabricile pot fi frumoase. Liniile și curbele fabricilor și coșurile lor pot fi mai frumoase decât conturul copacilor, pe care suntem deja prea obișnuiți ca să-l mai vedem. Este o lume abundentă, vie și folositoare... Nevroza pe care am căutat să o descriu în „Deșertul roșu” este mai presus de toate o chestiune de adaptare. Sunt oameni care se adaptează și alții care nu reușesc să-i facă față, poate pentru că sunt prea legați de moduri de viață acum depășite. | ” |

## Recepție critică
În 1965 un critic al revistei TIME a lăudat Deșertul roșu drept „în același timp cel mai frumos, cel mai simplu și cel mai îndrăzneț film realizat până acum de” Antonioni și a susținut că regizorul „dovedește o abordare picturală a fiecărui cadru”. Criticul Jonathan Rosenbaum⁠(d) a lăudat, într-un articol publicat în 1990, „creația stranie și memorabilă a regizorului cu culorile și formele industriale care o înconjoară [pe Giuliana]; ea se plimbă printr-un peisaj științifico-fantastic presărat cu structuri care sunt atât derutante, cât și pline de posibilități”. Robbie Collin⁠(d) a scris într-o cronică publicată în 2012 în ziarul The Daily Telegraph că „unghiurile îndrăznețe și moderniste ale lui Antonioni și utilizarea inovatoare a culorii (a pictat copacii și iarba pentru a se adapta peisajului industrial) fac din fiecare cadru o operă de artă”. Richard Brody⁠(d) de la The New Yorker considera că abordarea culorii este „responsabilă în mare măsură pentru forța mentală și emoțională a filmului” și a argumentat: „Personajele din filmele sale par subțiri pentru că mediul lor este dezvoltat atât de intens; totuși, acel mediu, sugerează el, este, deși exterior, o parte inextricabilă a lor.”
Cineastul japonez Akira Kurosawa a menționat Deșertul roșu printre filmele sale preferate.